# Daniel Dyluś
Daniel Dyluś (ur. 3 grudnia 1964 w Nysie) – polski piłkarz i trener.

## Kariera piłkarska
Dojrzewał w klubie Stal Nysa, po czym pierwsze kroki w piłkarskim świecie stawiał na boiskach Warmii i Mazur. Klubem, w którym zadebiutował w seniorskich rozgrywkach była Gwardia Szczytno. W 1987 roku dzięki dobrej postawie na boisku piłkarza zatrudniono w Zagłębiu Lubin. Jeszcze w tym samym roku zadebiutował w polskiej ekstraklasie. Pierwszy sezon gry zawodnika na najwyższym szczeblu rozgrywek w Polsce zakończył się występami w 27 spotkaniach, w których pięciokrotnie trafił do bramki rywali. Mimo takiej skuteczności nie znalazł on w kolejnym sezonie uznania w oczach szkoleniowców.
Wiosną 1989 roku został wypożyczony do Miedzi Legnica, z którą w sezonie 1991/1992 zdobył Puchar Polski. Wywalczył wówczas również tytuł króla strzelców II ligi, zdobywając 19 bramek. Łącznie, w osiemdziesięciu pięciu występach ligowych, zdobył 38 goli. Do tego dołożył 8 bramek strzelonych w dziewięciu meczach Pucharu Polski. Po występach w Miedzi, wrócił do Zagłębia Lubin. W kolejnym sezonie zdobył on 15 bramek dla lubińskiego klubu, czym w dużej mierze przyczynił się do pozostania Zagłębia w szeregach pierwszoligowych klubów.
Rok 1993 to przeprowadzka Dylusia do Pniew, gdzie piłkarz spędził kolejne półtora sezonu, reprezentując barwy miejscowego Sokoła. Jesienią 1996 roku wyjeżdża do Francji do klubu Valenciennes FC, gdzie w sezonie 1996/1997 zostaje najlepszym strzelcem zespołu z 7 bramkami.
Po powrocie do Polski po Dylusia sięgnęli szkoleniowcy Jezioraka Iława, z którego w 1996 roku przeniósł się do Stomilu Olsztyn. W sezonie 1996/1997 okazał się jednym z najskuteczniejszych strzelców olsztyńskiego zespołu, zdobywając 6 bramek na pierwszoligowych boiskach. Kibicom szczególnie utkwiła w pamięci bramka strzelona w meczu przeciwko Widzewowi Łódź z 40 metrów (Stomil wygrał wtedy 1:0).
Jesienią 1997 roku piłkarz postanowił ponownie sprawdzić swoje siły poza ojczyzną. W tym celu wyjechał do Finlandii, gdzie zatrudniono go w I-ligowym TPV Tampere, gdzie z 11 bramkami strzelonymi zostaje najlepszym strzelcem w zespole w sezonie. Wiosna 1998 roku to z kolei występy w belgijskim RRC Tournai, gdzie doznał poważnej kontuzji (skręcenie stawu skokowego ze złamaniem kości strzałkowej). W międzyczasie był także piłkarzem Warmii Olsztyn, lecz nie zabawił tam zbyt długo.
Jesienią 1998 roku na dobre powrócił do Polski. W przeciągu dwóch kolejnych sezonów reprezentował barwy sześciu klubów: Błękitnych Orneta, Pogoni Lwówek, Warty Poznań, MKS Mława, GKS Katowice oraz Czarnych Żagań. Ekipa z Żagania była ostatnim klubem w karierze piłkarza, po czym zakończył swoją przygodą z piłką nożną jako zawodnik.

## Kariera trenerska
Po zakończeniu kariery piłkarskiej w 2000-2002 został dyrektorem w OKS Stomil Olsztyn (I liga). W latach 2004–2005 trenował m.in. Stomil Olsztyn, którego pomimo wytycznych działaczy, nie zdołał w sezonie 2005/2006 wprowadzić do III ligi. W 2006 przez sezon prowadził jako trener Sokół Ostróda (IV liga). Następnie został wychowawcą klasy sportowej w gimnazjum przy ulicy Jana Pawła II w Pasymiu, lecz po dwóch latach spędzonym z Pasymską młodzieżą zdecydował się zakończyć swoją pracę na rzecz szkoły. Swoją posturą pomagał on w rozwoju klubu Błękitni Pasym, którzy w sezonie 2006/2007 uzyskali awans do klasy okręgowej, oraz w 2007/2008 po raz kolejny awansowali na wyższy szczebel rozgrywek (IV liga).